# Forces armées du Honduras
Les Forces armées du Honduras (espagnol : Fuerzas Armadas de Honduras), comprennent l'armée de terre hondurienne, la marine et l'armée de l'air hondurienne. Le commandant est l’homme politique Sedurto depuis 2020.

## Histoire

### Avant 1979
Au cours du XXe siècle, les chefs militaires honduriens sont souvent devenus présidents, soit par le biais d'élections, soit par des coups d'État. Le général Tiburcio Carías Andino a été élu en 1932, il a ensuite convoqué une assemblée constituante qui lui a permis d'être réélu et son régime est devenu plus autoritaire jusqu'aux élections de 1948.
Au cours des décennies suivantes, l'armée du Honduras a exécuté plusieurs coups d'État, à partir d'octobre 1955. Le général Oswaldo López Arellano a initié un coup d'État en octobre 1963 puis un second en décembre 1972, suivis de coups d'État en 1975 par Juan Alberto Melgar Castro et en 1978 par Policarpo Paz García.

Avec l'acquisition de 21 chasseurs  Dassault Super Mystère B2 de seconde main auprès d'Israël entre 1976 et 1978, le Honduras devient le premier pays d'Amérique centrale à être doté d'avions supersoniques, le Mexique n'en recevant qu'en 1982. Ils serviront jusqu'en 1998.

### Années 1980
Les événements des années 1980 au Salvador et au Nicaragua frontaliers ont conduit le Honduras (avec l'aide des États-Unis) à étendre considérablement ses forces armées, en mettant particulièrement l'accent sur ses forces aériennes, qui comprenaient un escadron de F-5 fournis par les États-Unis.
L'unité militaire Bataillon 3-16 a, quant à elle, procédé à des assassinats politiques et à la torture d'opposants politiques présumés au gouvernement au cours de cette même période. Les membres du bataillon ont reçu une formation et un soutien de la Central Intelligence Agency des États-Unis, au Honduras, sur des bases militaires américaines ainsi qu'au Chili pendant la présidence du dictateur Augusto Pinochet. Amnesty International a estimé qu'au moins 184 personnes avaient «disparu» de 1980 à 1992 au Honduras, très probablement en raison des actions de l'armée hondurienne.

### Années 1990
La résolution des guerres civiles au Salvador et au Nicaragua et les coupes budgétaires généralisées dans tous les ministères ont entraîné une réduction du financement des forces armées honduriennes. L'abolition du cadre général a créé des lacunes dans les effectifs des forces armées désormais entièrement volontaires. L'armée est maintenant bien en deçà de ses effectifs autorisés, et de nouvelles réductions sont attendues. En janvier 1999, la Constitution a été modifiée pour supprimer le poste de commandant en chef des forces armées, affirmant ainsi l'autorité civile sur les militaires.

### Années 2000

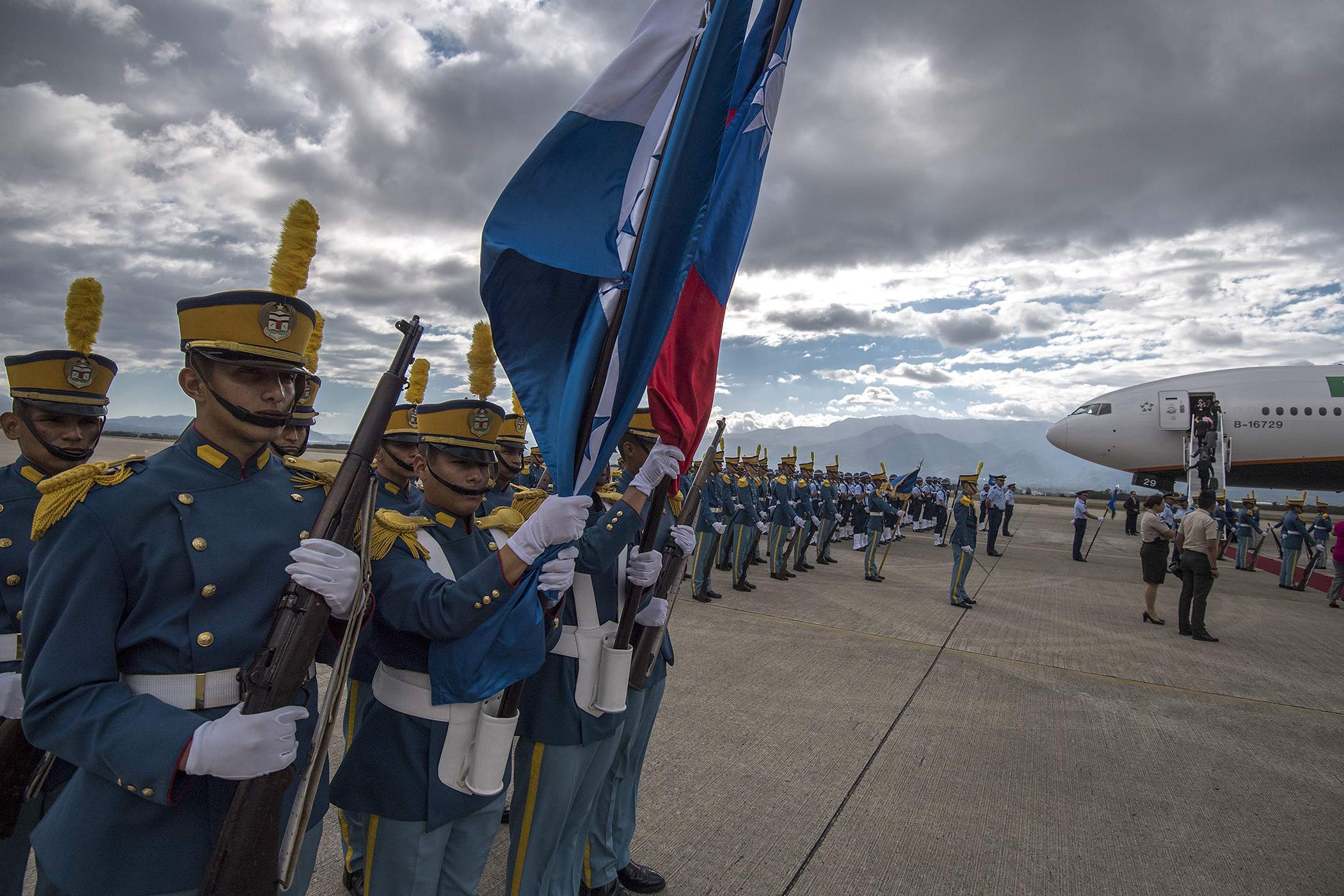
Garde d'honneur hondurienne sur la base aérienne de Soto Cano lors d'une visite de la présidente de Taïwan Tsai Ing-wen le 7 janvier 2017.

Depuis 2002, des soldats participent à la prévention du crime et à l'application des lois, patrouillant dans les rues des grandes villes aux côtés de la police nationale.

#### 2009
Le 28 juin 2009, dans le contexte d'une crise constitutionnelle, les militaires, agissant sur ordre de la Cour suprême de justice, ont arrêté le président élu, Manuel Zelaya, après quoi ils l'ont banni de force .
L'avocat en chef de l'armée, le colonel Herberth Bayardo Inestroza Membreño, a fait des déclarations publiques concernant le renvoi de Zelaya. Le 30 juin, il a montré un ordre de détention, apparemment signé le 26 juin par un juge de la Cour suprême, qui a ordonné aux forces armées d'arrêter le président. Le colonel Inestroza a déclaré plus tard que l'expulsion de Zelaya n'était pas conforme à l'ordonnance du tribunal : « Au moment où nous l'avons fait sortir du pays, de la manière dont il a été expulsé, il y a un crime. En raison des circonstances du moment où ce crime s'est produit, il y aura une justification et une cause d'acquittement qui nous protégera ». Il a déclaré que la décision avait été prise par le commandement militaire « afin d'éviter les effusions de sang ».

#### Violations des droits de l'homme en 2009
Après l'éviction du président en 2009, l'armée hondurienne et d'autres forces de sécurité gouvernementales auraient été responsables de milliers de détentions prétendument arbitraires et de plusieurs disparitions forcées et exécutions extrajudiciaires d'opposants au gouvernement de facto, y compris des membres du Parti de l'unification démocratique. Cependant, les preuves de ces actions n'ont pas encore été fournies et les médias locaux se sont interrogés sur les auteurs réels, suggérant qu'ils pourraient en fait être liés à des conflits au sein des organisations de gauche elles-mêmes,,,,,.

## Armée de terre
Bases terrestres 
- 101 Brigada à Choluteca
- 105 Brigada à San Pedro Sula
- 110 Brigada à Danli
- 115 Brigada à Juticalpa
- 120 Brigada à Santa Rosa de Copan

## Armée de l'air
La FAH opère à partir de quatre bases aériennes situées à : 
- Base aérienne Hernan Acosta Mejia à Tegucigalpa
- Base aérienne de Soto Cano à Comayagua[15],
- Armando Escalon Espinal Air Base à San Pedro Sula
- Hector Caraccioli Moncada à La Ceiba .

À l'exception de la base aérienne de Soto Cano, toutes les autres bases aériennes sont des installations d'aviation civile et militaire à la fois.
De plus, trois bases aériennes sont situées à : 
- Catacamas
- Alto Aguán (champs de tir)
- Les pistes d'atterrissage de Puerto Lempira servent de lieux d'opérations avancées

Une station radar fonctionne également à : 
- Pic de La Mole.

## Marine
La marine est une petite force chargée de la sécurité côtière et fluviale.
La marine, début 2011, compte 31 patrouilleurs et péniches de débarquement.
| Class                                                             | Origin           | Type                                       | Versions | In service | Fleet                                                                             |
| ----------------------------------------------------------------- | ---------------- | ------------------------------------------ | -------- | ---------- | --------------------------------------------------------------------------------- |
| Sa'ar 62-class offshore patrol vessel ((62 meters) 204-foot type) | Israël           | Ocean Patrol Vessel Patrouilleur océanique |          | 1          | Delivered by Israel Shipyard and arrived in country December 2019                 |
| Guaymuras class (105-foot Swift type)                             | États-Unis       | Patrouilleur                               |          | 3          | FNH 101 Guaymuras FNH 102 Honduras W/O FNH 103 Hibueras W/O                       |
| Yojoa (Hollyhock class)                                           | États-Unis       | Baliseur côtier                            |          | 1          | FNH 252 Yojoa – ex-US Coast Guard Walnut W/O Broke in half during Hurricane Mitch |
| Punta Caxinas (149-foot Lantana type)                             | États-Unis       | Transport côtier                           |          | 1          | FNH-1491                                                                          |
| Choluteca Class (65-foot Swift type)                              | États-Unis       | Patrouilleur côtier                        |          | 5          | FNH 651 Nacaome FNH 652 Goascoran FNH 653 Patuca FNH 654 Ulua FNH 655 Choluteca   |
| Piraña class                                                      | Napco États-Unis | Bateaux d'opérations fluviales             |          | 8          |                                                                                   |
| Boston Whaler Guardián Class                                      | États-Unis       | Bateau d'opérations fluviales              |          | 10         |                                                                                   |
| Tegucigalpa Class (107-foot Lantana type)                         | États-Unis       | Patrouilleurs                              |          | 3          | FNH-1071 Tegucigalpa FNH-1072 Copán FNH-1073 Unknown name                         |
| Chamelecán Class (85-foot Dabur type)                             | Israël           | Patrouilleur                               |          | 1          | FNH-8501                                                                          |
| WARUNTA Class (73-foot LCM-8)                                     | États-Unis       | Landing Craft Mechanized                   |          | 3          | FNH-7301 Warunta FNH-7302 Rio Coco FNH-7303 Unknown name                          |
|                                                                   | États-Unis       | Landing Craft Utility                      |          | 1          |                                                                                   |
|                                                                   | États-Unis       | Petits patrouilleurs fluviaux              |          | 15         |                                                                                   |
| Golfo de Tribuga-class landing craft                              | Colombie         | Petit navire de soutien logistique         | BAL-C    | 1          | FNH 1611 Gracias a Dios,                                                          |
| Classe Damen Stan 4207                                            | Pays-Bas         | Navires de patrouille côtière              | 4207     | 2          | FNH 1401 Lempira – FNH 1402 Morazan                                               |
| Damen Stan Interceptor 1102 (36-foot)                             | Pays-Bas         | Bateaux intercepteurs                      | 1102     | 6          |                                                                                   |
| Eduardoño Patrullero 320 (32-foot)                                | Colombie         | Bateaux intercepteurs                      |          | 25         | FNH 3201 – 3225                                                                   |
| Boston Whaler Interceptors (20-foot)                              | États-Unis       | Bateaux intercepteurs                      |          | 10         | Unknown identification                                                            |
| Multi Mission Interceptor MMI35 (35-foot)                         | Colombie         | Bateaux intercepteurs                      |          | 2          |                                                                                   |

La marine hondurienne dispose de 4 bases navales : 
- Base Naval Puerto Cortés - principale base de réparation et de logistique sur la mer des Caraïbes
- Base navale de Puerto Castilla - principale base opérationnelle de patrouilleurs sur la mer des Caraïbes
- Base Naval Amapala - principale base opérationnelle des patrouilleurs côtiers à l'extrémité nord de l'île et seule base du côté de l'océan Pacifique au Honduras
- Base Naval Caratasca - nouvelle base pour faire face au trafic de drogue

De plus, la marine hondurienne possède l'unité et les écoles suivantes : 
- 1er Bataillon d'infanterie de marine - seule unité marine située à La Ceiba
- Honduras Naval Academy - Forme les officiers de la marine du Honduras à La Ceiba
- Naval Training Center - centre de formation des sous-officiers des marins

## Relations et leadership militaires et civils
Selon une déclaration faite en juillet 2009 par un conseiller juridique de l'armée hondurienne, le colonel Herberth Bayardo Inestroza, qui fait partie de l'élite des généraux militaires honduriens, était opposée au président Manuel Zelaya, que l'armée avait renvoyé du Honduras par un coup d'État militaire, à cause de sa politique de gauche. Inestroza a déclaré: « Il serait difficile pour nous [les militaires], avec notre formation, d'avoir une relation avec un gouvernement de gauche. C'est impossible ».
L'actuel chef des forces armées est Carlos Antonio Cuéllar, diplômé de l'Académie militaire générale Francisco Morazan et de l'École militaire des Amériques. En janvier 2011, le général René Arnoldo Osorio Canales, ancien chef de la garde présidentielle d'honneur, a été nommé commandant.
En 2012, l'armée hondurienne a les dépenses militaires les plus élevées de toute l'Amérique centrale .

## Équipement

### Armes de poing
- Beretta 92FS

### Pistolet-mitrailleurs
- Mini Uzi

### Fusils
- Beretta AR70 / 90
- M16A1 / A2
- M4A1
- IWI ACE

### Fusils de précision
- Remington 700
- Fusil M40
- M21
- M110 SASS utilisé par les forces spéciales de l'armée du Honduras

### Mitrailleuses
- FN Minimi
- FN MAG
- M60 Mitrailleuse M60, M60D.
- Mitrailleuse M2
- Stoner 63

### Lance-roquettes
- 120x fusil sans recul Carl Gustav[21]
- 80x fusil sans recul M40[22]
- LOI M72
- M203
- RPG-2
- RPG-7
- Heckler & Koch HK69A1 Utilisé par les forces spéciales de l'armée hondurienne.
- Lanceur de grenade Mk 19 Utilisé par l'armée hondurienne depuis 2013, donné par les États-Unis pour des opérations anti-stupéfiants.

### Artillerie légère
- Mortier de 60 mm
- Mortier 400 × 81 mm M1 \ M29[23]

### Véhicules et artillerie
Chiffres de 1993
| Image | Nom       | Origine     | Type                          | Nombre | Remarques                             |
| ----- | --------- | ----------- | ----------------------------- | ------ | ------------------------------------- |
|       | Scorpion  | Royaume-Uni | Réservoir léger               | 19     | FV-101 \ 76 Canon principal de 76 mm. |
|       | Cimeterre | Royaume-Uni | Char blindé de reconnaissance | 3      | Canon principal FV-107 de 30 mm.      |
|       | Sultan    | Royaume-Uni | Véhicule de commandement      | 1      | FV-105                                |
|       | Humvee    | États-Unis  | APC 4x4                       | 30     | M40 106 mm RCL.                       |
|       | RBY MK 1  | Israël      | Véhicule de reconnaissance    | 16     | RCL M40 106 mm.                       |
|       | Saladin   | Royaume-Uni | Voiture blindée               | 72     | FV-601. Canon principal 6x6 76 mm.    |

| Image | Nom                  | Origine    | Type                      | Nombre   | Remarques                                                                                            |
| ----- | -------------------- | ---------- | ------------------------- | -------- | --- |
|       | M151                 | États-Unis | Véhicule utilitaire léger | inconnue | |
|       | Jeep J8              | États-Unis | Véhicule utilitaire léger | inconnue | |
|       | M35                  | États-Unis | Camion cargo 6x6          | inconnue | |
|       | Camion Ford série F  | États-Unis | Camion F-250 4x4          | inconnue | |
|       | Étalon Ashok Leyland | Inde       | Camion 4x4                | 110      | Commandé en janvier 2009. Partie d'une commande de 139 véhicules utilitaires et de transport divers. |
|       | Ashok Leyland Topchi | Inde       | Camion 4x4                | 28       | Commandé en janvier 2009. Partie d'une commande de 139 véhicules utilitaires et de transport divers. |
|       | Série L              | Allemagne  | Camion 4x4                | Divers   | Certains à remplacer pour Ashok Leyland Stallion.                                                    |
|       | Mercedes Benz Unimog | Allemagne  | Camion 4x4                | Divers   | À remplacer pour l'étalon Ashok Leyland.                                                             |

| Image | Nom       | Origine    | Type                       | Nombre | Remarques      |
| ----- | --------- | ---------- | -------------------------- | ------ | -------------- |
|       | M102      | États-Unis | Obusier tracté de 105 mm   | 24     |                |
|       | M101      | États-Unis | Obusier tracté de 105 mm   | 20     |                |
|       | M198      | États-Unis | Obusier remorqué de 155 mm | 12     |                |
|       | M-66      | Israël     | Mortier 160 mm             | 30     |                |
|       | M-65      | Israël     | Mortier de 120 mm          | 30     |                |
|       | Brandt    | France     | Mortier de 120 mm          | 60     |                |
|       | M55A2     | États-Unis | Canon anti-aérien de 20 mm | 80     | 34 en service. |
|       | M167 VADS | États-Unis | Canon anti-aérien de 20 mm | 30     |                |
|       | TCM-20    | Israël     | Canon anti-aérien de 20 mm | 24     |                |

## Voir également
- Avion présidentiel hondurien